# 34.788%...Complete
34.788%... Complete é o quinto álbum de estúdio da banda de doom metal My Dying Bride, lançado em 1998.
| Críticas profissionais                                                      | Críticas profissionais |
| Avaliações da crítica                                                       | Avaliações da crítica  |
| Fonte                                                                       | Avaliação              |
| --------------------------------------------------------------------------- | ---------------------- |
| Metal Storm                                                                 | [ 1 ]                  |
| allmusic                                                                    | [ 2 ]                  |
| Esta tabela precisa de ser acompanhada por texto em prosa. Consulte o guia. |                        |

## Faixas
1. "The Whore, the Cook and the Mother" - 11:59
2. "The Stance of Evander Sinque" - 5:31
3. "Der Überlebende" - 7:38
4. "Heroin Chic" - 8:03
5. "Apocalypse Woman" - 7:37
6. "Base Level Erotica" - 9:54
7. "Under Your Wings and into Your Arms" - 5:57
8. "Follower" (Faixa bônus Japonesa) - 5:12